# Ciclorrutas de Bogotá

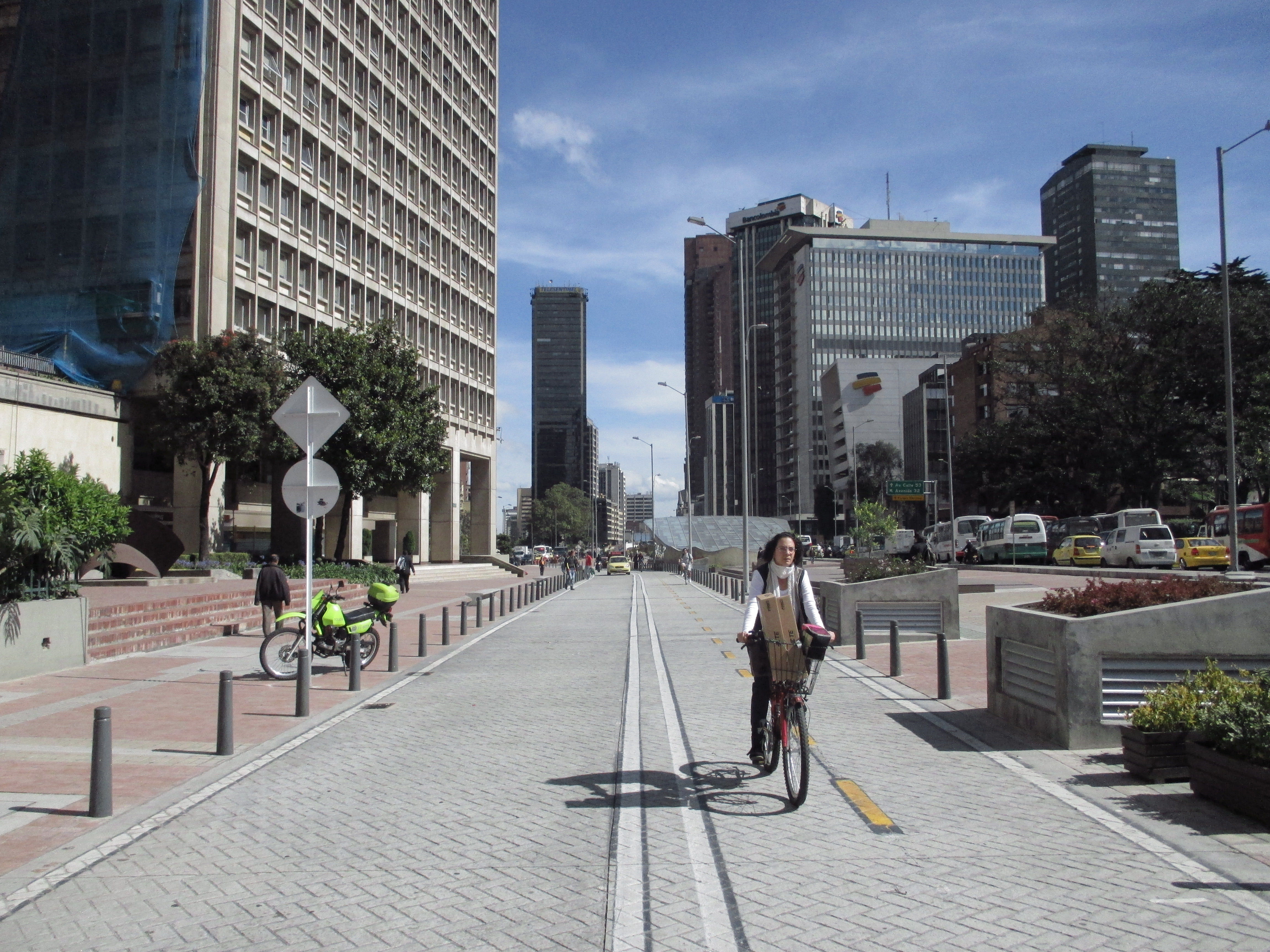
Cicloruta en el Centro Internacional de la localidad de Santa Fe en Bogotá.

Ciclorrutas es el nombre dado en Bogotá a la infraestructura urbana de carriles exclusivos para la circulación de bicicletas y afines. Tiene una extensión total de más de 600km permanentes. Hay 30 rutas, de las cuales cinco cuentan con una extensión superior a los 20 km. La más larga es la del corredor Norte-Quito-Sur con 26 km y medio, todas están interconectadas en algunos puntos, facilitando el flujo del transporte ciclista.

## Historia
Durante la primera alcaldía de Enrique Peñalosa entre 1998 y 2000, la construcción de ciclorrutas en Bogotá se inició y expandió vertiginosamente, entregándose 300 km de etapas, que aún en 2015 comformaban la gran mayoría de la red existente en la ciudad. Posteriormente, Antanas Mockus construyó 55 km, Lucho Garzón 40 km y Samuel Moreno 26 km, antes de su destitución. En la alcaldía de Gustavo Petro, se construyeron solo 5 km de ciclorrutas.
Las ciclorrutas y los ciclistas han sido afectados en los últimos años, como el resto de la ciudad, por bandas criminales, especialmente en los sectores de Usaquén, Suba, Kennedy, Tunjuelito y Ciudad Bolívar, donde los ciclistas sufren del robo de sus bicicletas. Sin embargo, en 2019 Bogotá fue clasificada en el puesto 12 de 20 como una de las ciudades con mejores condiciones para el uso de la bicicleta, siendo la única ciudad no Europea ubicada en el ranking hecho por Copenhagenize Index 

## Diseño y jerarquía de la red

El diagrama ilustra la topología de las Ciclorutas de Bogotá. Estas siguen el trazado y la topografía de la ciudad. De norte a sur (izquierda-derecha en el diagrama) y desde los cerros orientales a occidente (de arriba-abajo

Las ciclorutas de Bogotá se diseñaron teniendo en cuenta la morfología y topografía de la ciudad, que en el sentido norte-sur es relativamente plana y en el sentido este-oeste presenta diversos tipos de pendientes. Así mismo, se determinó la siguiente jerarquía de redes de ciclorutas que se articulan y complementan dentro del sistema:
Red principal: Une en forma directa y expedita los polos de atracción de la ciudad como son los centros de empleo y educación con las áreas residenciales más densas, recogiendo además flujos de ciclistas de la red secundaria.
Red secundaria: Alimenta a la red principal, conecta centros de vivienda o centros de atracción con la red principal, cumple funciones de colectar y distribución de los flujos de ciclistas desde los centros de atracción o centros de vivienda, hacia la red principal.
Red complementaria: Enlaza y da continuidad a la red. Esta red está constituida por tramos de cicloruta, necesarios para completar el sistema de malla y distribuir flujos de ciclistas en sectores específicos. Comprende la red ambiental y recreativa, las redes locales y de barrio y el sistema de parques lineales.

## Red de Ciclorrutas de Bogotá
• Año 2016:
| Ruta    | Corredor                             | Recorrido | Longitud (km) |
| ------- | ------------------------------------ | --- | ------------- |
| R2      | Norte-Quito-Sur                      | Desde la avenida del Ferrocarril con calle 179 y la avenida Ciudad de Quito hasta la transversal 30.                     | 26,5          |
| R3      | Carrera 17                           | Desde Los Héroes - Calle 26 - avenida Los Comuneros hasta la calle 27 Sur.                                               | 11,8          |
| R4      | Av. Constitución                     | Desde la calle 170 por el canal de Córdoba, la avenida Constitución y el río Fucha hasta la carrera 30.                  | 24,1          |
| R5 Tc.  | Av. Boyacá                           | Desde la calle 80 hasta la avenida El Dorado.                                                                            | 4,2           |
| R5      | Av. Boyacá                           | Desde la avenida El Dorado hasta la avenida Villavicencio.                                                               | 20,3          |
| R6      | Av. Las Villas                       | Desde la calle 170, la carrera 66 y la diagonal 126 hasta la avenida Ciudad de Cali.                                     | 7,6           |
| R7      | Carrera 19                           | Desde la carrera Séptima por la calle 161y la carrera 19 hasta la avenida NQS.                                           | 12,4          |
| R8      | Av. Ciudad de Cali                   | Desde la calle 170 hasta Bosa.                                                                                           | 21,8          |
| R9      | Av. Longitudinal de Occidente (ALO). | Peaje Torca hasta la Autopista Sur.                                                                                      | 24,2          |
| R10     | Carrera 50 - Transversal 47          | Desde la calle 63, la carrera 50, la avenida de las Américas, la transversal 47 y la transversal 44 hasta el río Bogotá. | 11,1          |
| R12     | Av. 13 Sur                           | Desde la avenida 13 sur, la calle 54 sur y el parque Barrio Barranquillita.                                              | 11,2          |
| R13     | Av. Villavicencio                    | Desde la avenida Tintal hasta la avenida Caracas.                                                                        | 10,2          |
| R14     | Av. San José                         | Desde la carrera Séptima hasta la Avenida Longitudinal de Occidente.                                                     | 10,1          |
| R15     | Calle 134 - Calle 138                | Desde la carrera Séptima hasta Autopista Norte- Autopista Norte hasta la avenida Las Villas.                             | 5,5           |
| R17 Tc. | Calle 80                             | Desde el río Bogotá hasta la conexión con R17.                                                                           | 1,8           |
| R17     | Calle 80                             | Desde Los Héroes hasta el Puente de Guadua y el río Bogotá.                                                              | 10,3          |
| R18 Tc. | Calle 63                             | Desde la carrera 13 hasta la Avenida Ciudad de Quito.                                                                    | 1,9           |
| R18     | Calle 63                             | Desde la avenida Ciudad de Quito hasta Engativá.                                                                         | 12,4          |
| R19 Tc. | Calle 26                             | Desde la carrera Quinta, en la Universidad de los Andes, hasta la avenida Ciudad de Quito.                               | 3,8           |
| R19     | Avenida El Dorado                    | Desde la avenida Ciudad de Quito hasta la Avenida Longitudinal de Occidente.                                             | 8,7           |
| R20     | Canal Arzobispo - Diagonal 53.       | Desde la avenida 7.ª - la avenida Ciudad de Quito - Canal del Arzobispo - diagonal 53 hasta Parque Simón Bolívar.        | 5,2           |
| R22 Tc. | Avenida Jiménez                      | Desde la carrera Quinta hasta la avenida Ciudad de Quito.                                                                | 2,9           |
| R22     | Calle 13 (Av. Centenario)            | Desde la avenida Ciudad de Quito, hasta el río Bogotá.                                                                   | 12,0          |
| R23 Tc  | Calle 34.                            | Desde la carrera Séptima hasta la avenida Ciudad de Quito.                                                               | 1,9           |
| R23     | Avenida de Las Américas.             | Desde la avenida Ciudad de Quito hasta Río Bogotá.                                                                       | 17,7          |
| R24     | Av. Los Comuneros                    | Desde San Victorino - hasta la avenida de las Américas                                                                   | 5,4           |
| R25     | Av. del Ferrocarril                  | Desde la avenida Ciudad de Lima hasta la avenida Ciudad de Villavicencio                                                 | 9,4           |
| R28     | Av. La Hortúa                        | Desde la carrera Séptima hasta la carrera 30.                                                                            | 3,5           |
| R29     | Calle 27 Sur                         | Desde la carrera Séptima hasta carrera 30.                                                                               | 3,0           |
| R30     | Calle 53                             | Desde la carrera 30 hasta el Parque Simón Bolívar.                                                                       | 1,3           |
|         | Total                                | Total | 313,02        |

• Año 2023:
En la actualidad Bogotá cuenta con más de 600 Kilómetros de ciclorrutas permanentes según la página del Instituto de Desarrollo urbano (IDU).

## Galería

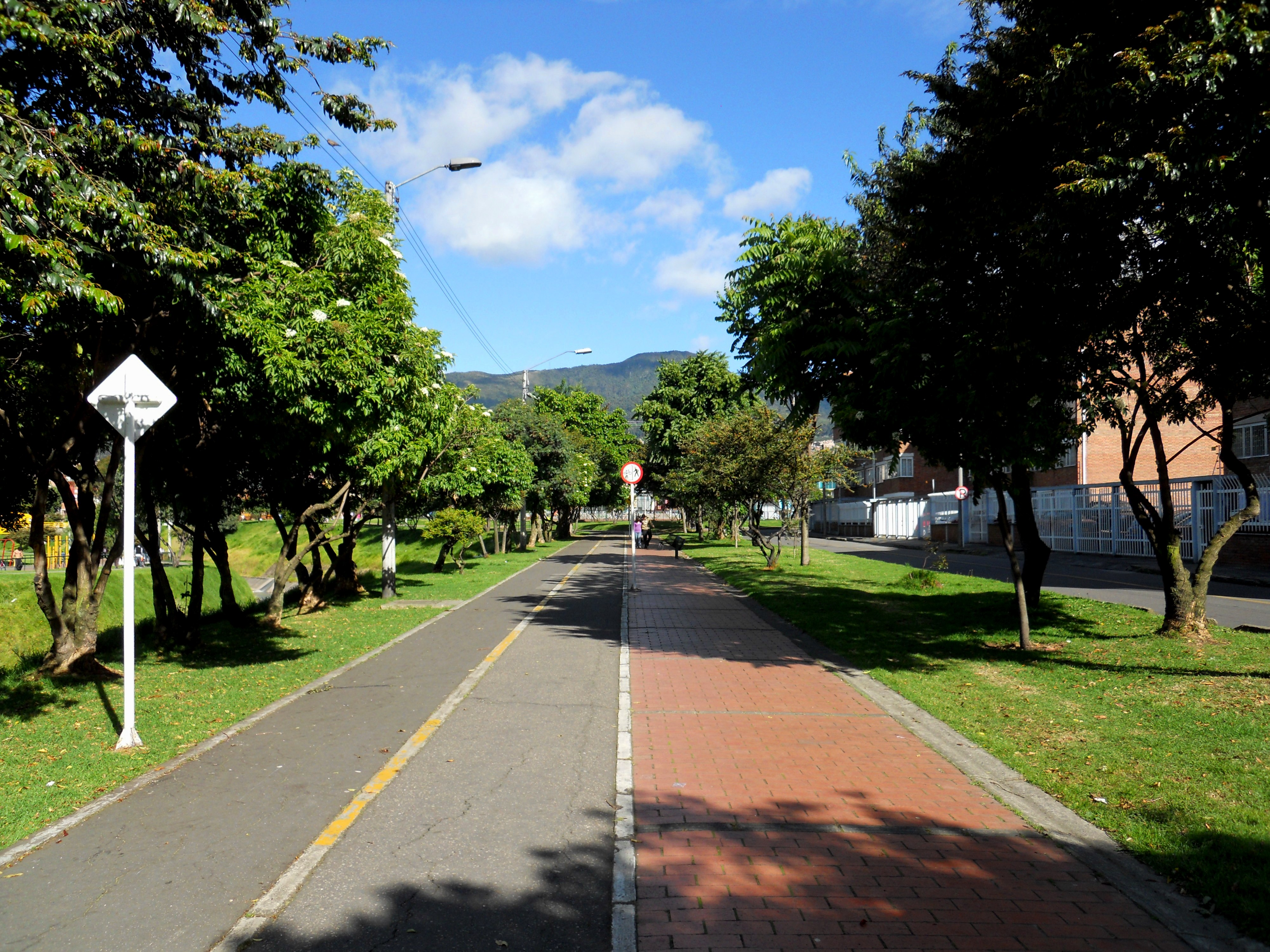
Cicloruta en el río Fucha, calle 13 Sur con carrera 12
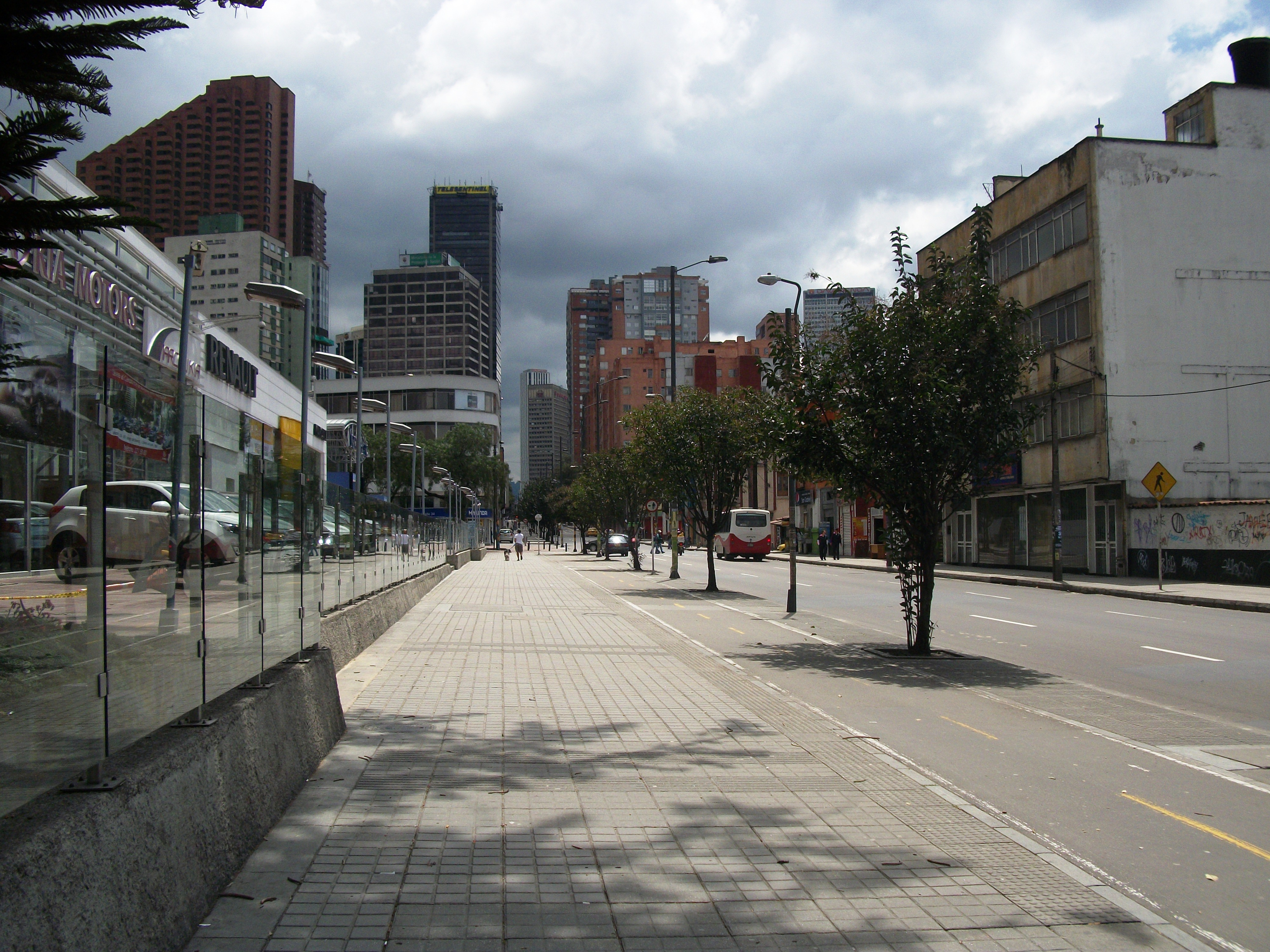
Cicloruta en la carrera 13 con calle 34
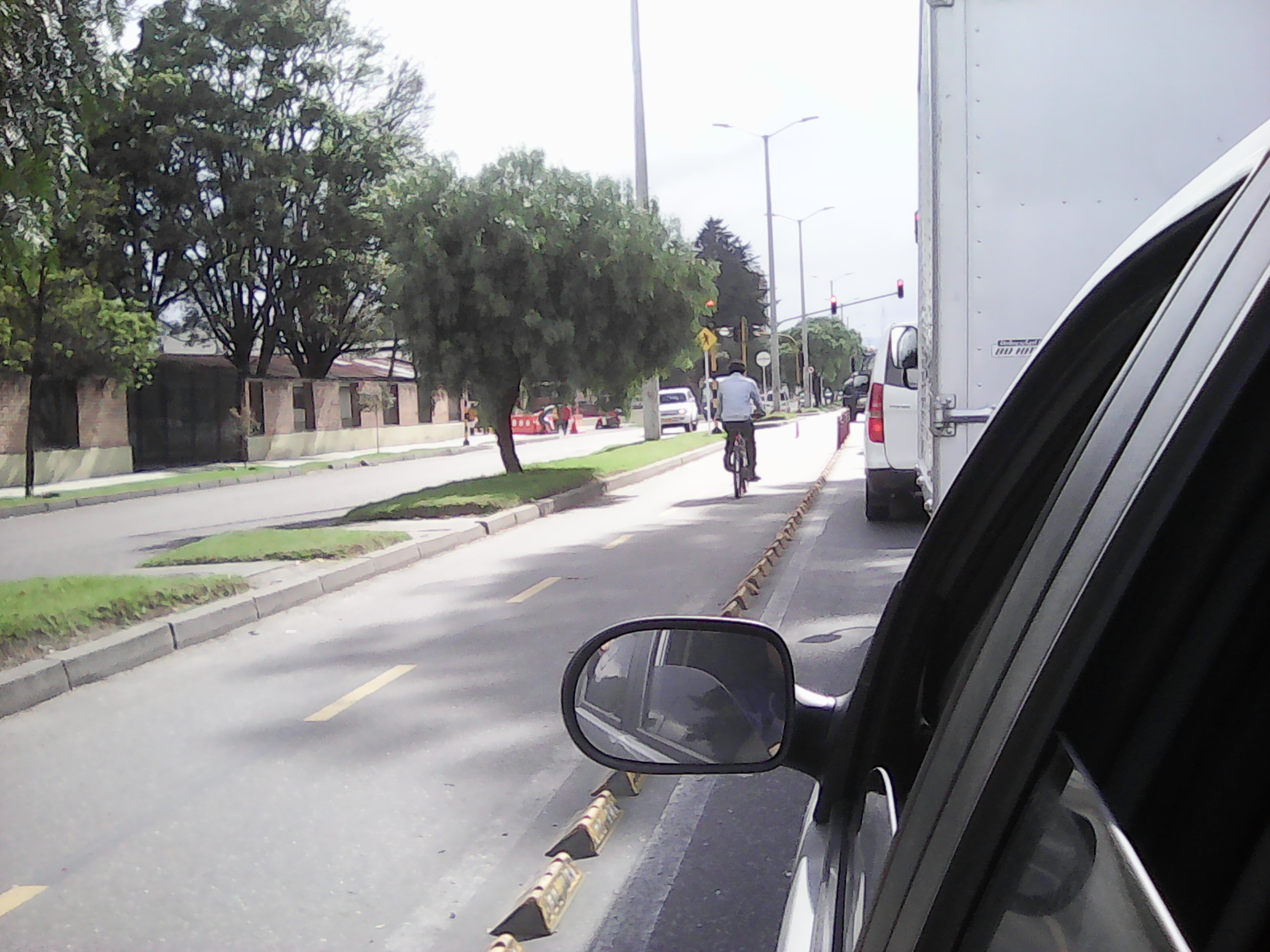
Bicicarril en la carrera 50 cerca a la Av. La Esperanza
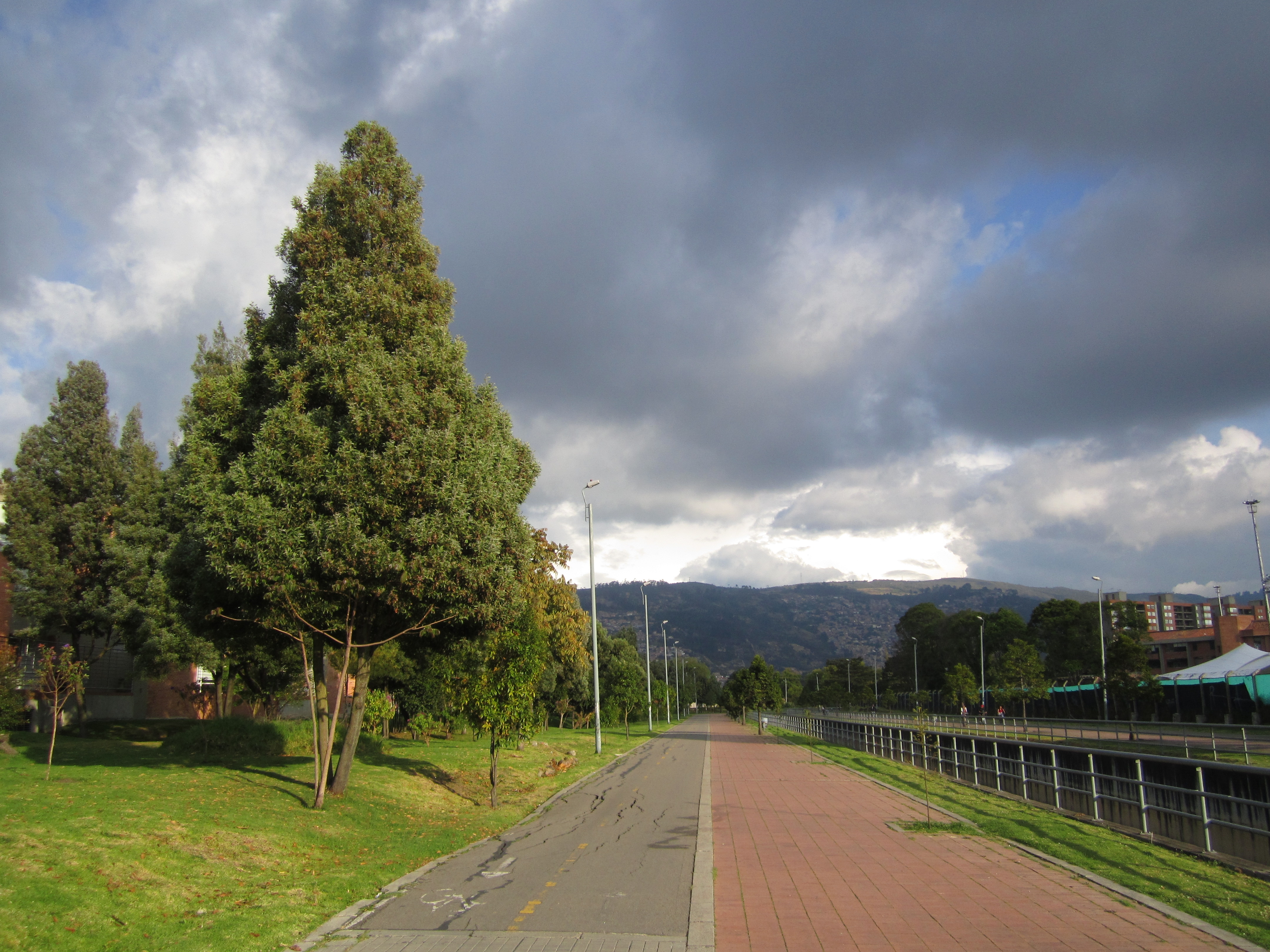
Cicloruta en el canal de Córdoba